# القوات المسلحة السلوفاكية
القوات المسلحة السلوفاكية وهي القوات المسلحة الرسمية التي تحمي دولة سلوفاكيا، تأسست هذه القوات في سنة 1993 بعد تفكك تشيكوسلوفاكيا، هذه القوات تتألف من القوات البرية لجمهورية سلوفاكيا وقوة طيران السلوفاكية وليس لدى سلوفاكيا بحرية عسكرية لأنها دولة مغلقة، القائد الأعلى للقوات المسلحة هو رئيس الجمهورية السلوفاكي والقائد العام هو وزير الدفاع السلوفاكي، وعدد القوات السلوفاكية هو 13,360.